# Bip Bip et Coyote
 (mars 2020).
Si vous disposez d'ouvrages ou d'articles de référence ou si vous connaissez des sites web de qualité traitant du thème abordé ici, merci de compléter l'article en donnant les références utiles à sa vérifiabilité et en les liant à la section « Notes et références ».
Pour les articles homonymes, voir Bip, Coyote (homonymie) et Road Runner.

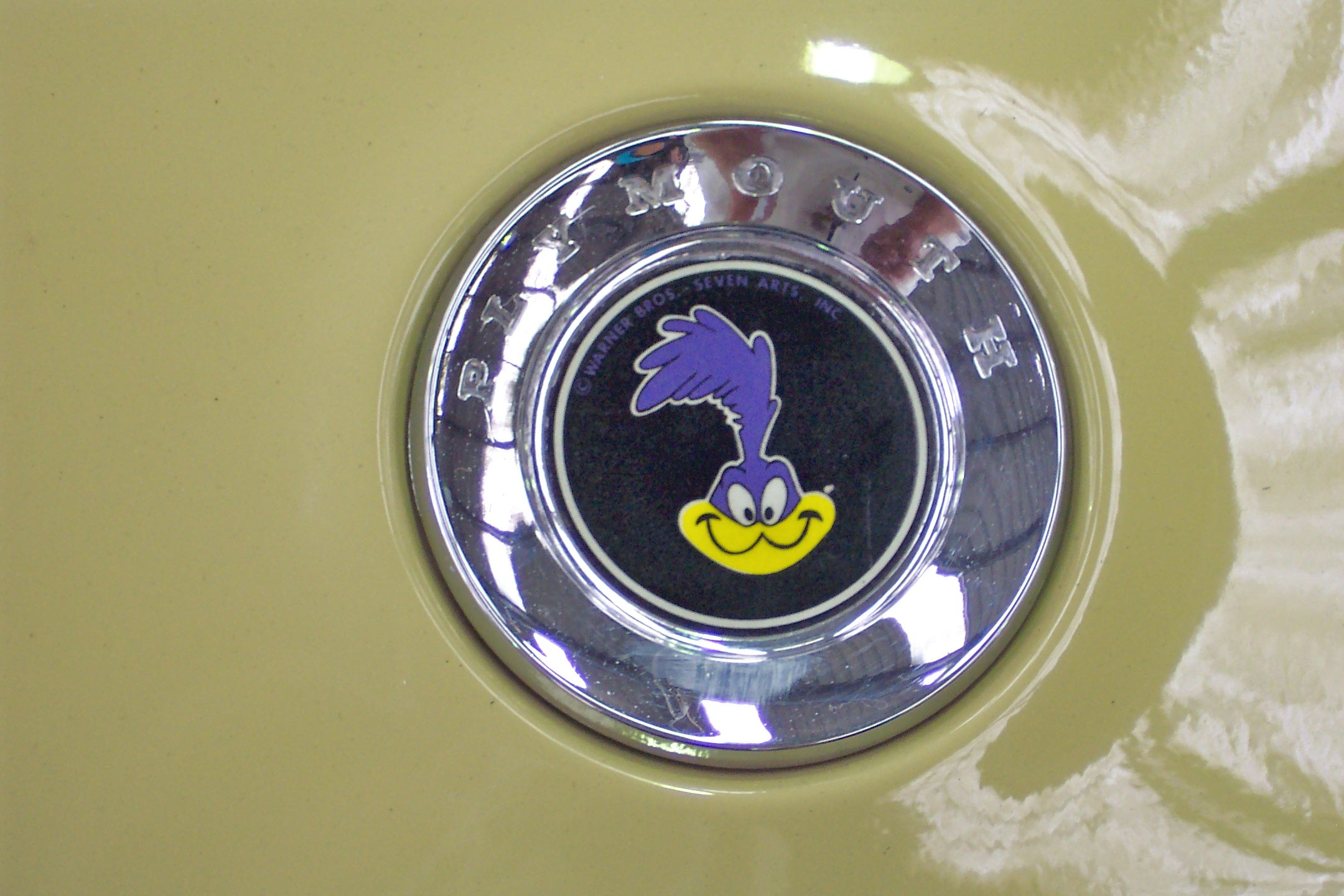
Tête de Bip Bip sur une voiture Plymouth Road Runner.

Bip Bip et Coyote (en anglais Road Runner and Wile E. Coyote) est une série de cartoons américains, diffusés depuis le 17 septembre 1949 produits par le studio Warner Bros.
Les deux personnages principaux, Bip Bip et Vil Coyote, sont créés en 1949 par Chuck Jones. Il s'inspire du livre de Mark Twain À la dure (Roughing It), où Twain note que les coyotes sont affamés et veulent chasser un Grand Géocoucou (roadrunner). Le jeu comique se base sur le principe du chat qui court éternellement après la souris, comme dans Tom et Jerry.
La série arrive pour la première fois en France en 1972 (sur l'ORTF), puis est rediffusée de 1989 à 2004 dans les émissions Ça Cartoon et Décode pas Bunny sur Canal+, dans Bunny Tonic sur France 3 à partir de 2001, régulièrement sur Boomerang depuis 2003, et sur Canal+ Family depuis 2020. Au Québec, elle a été diffusée sur Télétoon.

## Synopsis

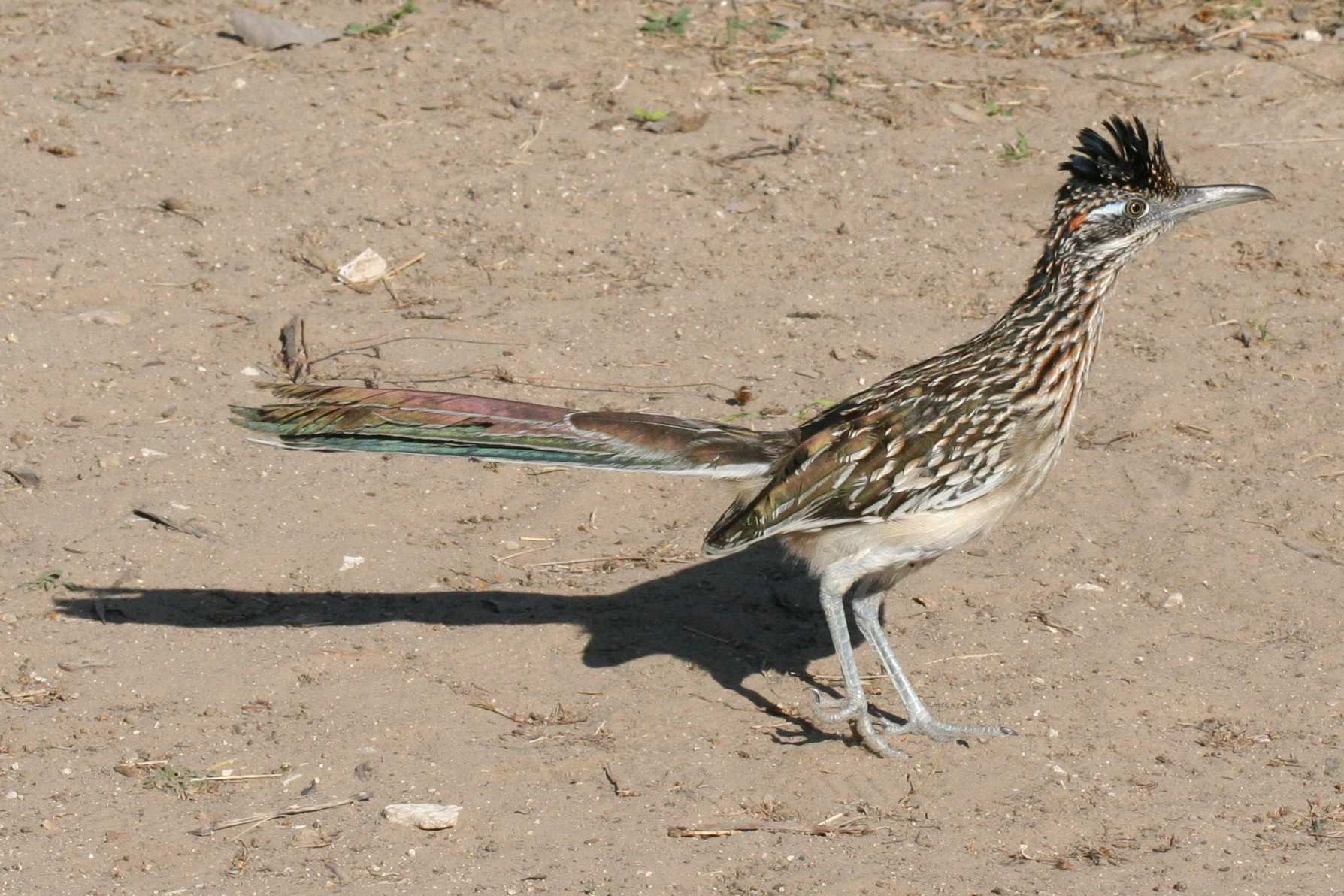
Le Grand Géocoucou (Greater Roadrunner ou simplement roadrunner en anglais) qui a inspiré le personnage de Bip Bip.

Bip Bip est un drôle d'oiseau bleu (en réalité, un Grand Géocoucou) qui sillonne les routes du désert dans le Sud des États-Unis. Un coyote (Vil Coyote) décide de le pourchasser malgré la grande rapidité de sa proie. Coyote n'a alors de cesse d'inventer des stratagèmes loufoques (du patin à réacteur à la catapulte géante) pour capturer son repas. Il voit ses idées se retourner les unes après les autres contre lui : pétard mouillé, élastique capricieux ou enclume facétieuse. Coyote se fait prendre à chaque fois à son propre piège tandis que Bip Bip, farceur et malin, commente la situation avec un humour grinçant à l'aide d'un panneau qu'il tient dans une patte, avant de repartir en lâchant un « bip bip ! » provocateur.
Coyote n'attrape Bip Bip que dans un seul épisode de la série dénommé Soup or Sonic, mais il n'est pas en mesure d'en profiter car il est devenu minuscule. Il porte même une pancarte demandant au spectateur ce qu'il doit faire alors qu'il vient de le rattraper.

## Liste des cartoons
La série comporte 49 cartoons d'environ six minutes, un court métrage de 26 minutes intitulé Adventures of the Road-Runner (1962) qui devait être le pilote d'une série TV, ainsi qu'une poignée d'épisodes web diffusés sur Internet. Dans la majorité des épisodes réalisés par Chuck Jones, le cartoon commence par une présentation des deux personnages, avec, comme gag récurrent, la mention d'un nom latin fictif censé désigner leur espèce animale. En 2010, la Warner Bros. Animation reprend les personnages dans une nouvelle série intitulée Looney Toons 3D, réalisée en animation 3D.
| No   | Année | Titre français                      | Titre anglais                 | Durée (min:s) | Réalisateur               | Nom latin de Bip Bip        | Nom latin de Vil Coyote                       |
| ---- | ----- | ----------------------------------- | ----------------------------- | ------------- | ------------------------- | --------------------------- | --------------------------------------------- |
| 1    | 1949  | Vite fait, mal fait                 | Fast and Furry-ous            | 6:55          | Charles M. Jones          | Acceleratii incredibus      | Carnivorous vulgaris                          |
| 2    | 1952  | Beep, Beep                          | Beep, Beep                    | 6:45          | Charles M. Jones          | Accelerati incredibilus     | Carnivorous vulgaris                          |
| 3    | 1952  | Poursuite et Fin                    | Going! Going! Gosh!           | 6:25          | Charles M. Jones          | Acceleratti incredibilis    | Carnivorous vulgaris                          |
| 4    | 1953  | Coyote fend l'air                   | Zipping Along                 | 6:55          | Charles M. Jones          | Velocitus tremenjus         | Road-Runnerus digestus                        |
| 5    | 1954  | Abus dangereux                      | Stop! Look! And Hasten!       | 7:00          | Charles M. Jones          | Hot-roddicus supersonicus   | Eatibus anythingus (Mangius N'importequoitus) |
| 6    | 1955  | À vos marques, prêts... pfiou       | Ready, Set, Zoom!             | 6:55          | Charles M. Jones          | Speedipus rex               | Famishus-famishus                             |
| 7    | 1955  | Fuselage de pierre                  | Guided Muscle                 | 6:40          | Charles M. Jones          | Velocitus delectiblus       | Eatibus almost anythingus                     |
| 8    | 1956  | Vrroum !                            | Gee Whiz-z-z-z-z-z-z          | 6:35          | Charles M. Jones          | Delicius-delicius           | Eatius birdius                                |
| 9    | 1956  | Les voilà repartis                  | There They Go-Go-Go!          | 6:35          | Chuck Jones               | Dig-outius tid-bittius      | Famishius fantasticus                         |
| 10   | 1957  | Omelette aux gnons                  | Scrambled Aches               | 6:50          | Chuck Jones               | Tastyus supersonicus        | Eternalii famishiis                           |
| 11   | 1957  | Prenez-en de la graine              | Zoom and Bored                | 6:00          | Chuck Jones               | Birdibus zippibus           | Famishus vulgarus                             |
| 12   | 1958  | Et que ça saute !                   | Whoa, Be Gone!                | 6:10          | Chuck Jones               | Birdius high-ballius        | Famishius vulgaris ingeniusi                  |
| 13   | 1958  | Y a-t-il quelqu'un en ligne ?       | Hook, Line, and Stinker       | 5:55          | Chuck Jones               | Burnius-roadibus            | Famishius-famishius                           |
| 14   | 1958  | Hip Hip Hourra !                    | Hip Hip-Hurry!                | 6:00          | Chuck Jones               | Digoutius-unbelieveablii    | Eatius-slobbius                               |
| 15   | 1959  | Roule ma poule                      | Hot-Rod and Reel!             | 6:25          | Chuck Jones               | Super-sonicus-tastius       | Famishius-famishius                           |
| 16   | 1959  | Rien ne sert de fou rire            | Wild about Hurry              | 6:45          | Chuck Jones               | Batoutahelius               | Hardheadipus oedipus                          |
| 17   | 1960  | Vil Coyote mord la poussière        | Fastest with the Mostest      | 7:20          | Chuck Jones               | Velocitus incalculii        | Carnivorous slobbius                          |
| 18   | 1960  | Hopalong Cassismique                | Hopalong Casualty             | 6:05          | Chuck Jones               | Speedipus-rex               | Hard-headipus ravenus                         |
| 19   | 1961  | Qui va à la chasse                  | Zip 'N Snort                  | 5:50          | Chuck Jones               | Digoutius-hot-rodis         | Evereadii eatibus                             |
| 20   | 1961  | À toute berzingue                   | Lickety-Splat                 | 6:20          | Chuck Jones Abe Levitow   | Fastius tasty-us            | Apetitius giganticus                          |
| 21   | 1961  | Bip-Bip toujours prêt               | Beep Prepared                 | 6:00          | Chuck Jones Maurice Noble | Tid-bittius velocitus       | Hungrii flea-bagius                           |
| Film | 1962  |                                     | Adventures of the Road-Runner | 26:           | Chuck Jones               | Super-Sonnicus Idioticus    | Desertous-operativus Idioticus                |
| 22   | 1962  | Les Chemins du Haut Canyon          | Zoom at the Top               | 6:30          | Chuck Jones Maurice Noble | Disappearialis quickius     | Overconfidentii vulgaris                      |
| 23   | 1963  | Mon royaume pour un Bip Bip         | To Beep or Not to Beep,       | 6:35          | Chuck Jones Maurice Noble |                             |                                               |
| 24   | 1964  | La Guerre des nerfs                 | War and Pieces                | 6:40          | Chuck Jones Maurice Noble | Burn-em upus asphaltus      | Caninus nervous rex                           |
| 25   | 1965  |                                     | Zip Zip Hooray!               | 6:15          | Chuck Jones (non crédité) | Super-sonnicus idioticus    |                                               |
| 26   | 1965  | Bip-Bip à Go-Go                     | Roadrunner a Go-Go            | 6:05          | Chuck Jones (non crédité) |                             |                                               |
| 27   | 1965  | La course affolée                   | The Wild Chase                | 6:30          | Friz Freleng Hawley Pratt |                             |                                               |
| 28   | 1965  | Boulette russe                      | Rushing Roulette              | 6:20          | Robert McKimson           |                             |                                               |
| 29   | 1965  | Ô rage, ô désespoir !               | Run, Run, Sweet Road Runner   | 6:00          | Rudy Larriva              |                             |                                               |
| 30   | 1965  | Du goudron et des plumes            | Tired and Feathered           | 6:20          | Rudy Larriva              |                             |                                               |
| 31   | 1965  | Chasse au Bip-Bip, mode d'emploi    | Boulder Wham!                 | 6:30          | Rudy Larriva              |                             |                                               |
| 32   | 1965  | Le vol du Coyote                    | Just Plane Beep               | 6:45          | Rudy Larriva              |                             |                                               |
| 33   | 1965  | Qui a peur de Vil Coyote            | Hairied and Hurried           | 6:45          | Rudy Larriva              |                             |                                               |
| 34   | 1965  | Le Coyote aux trousses              | Highway Runnery               | 6:45          | Rudy Larriva              |                             |                                               |
| 35   | 1965  | Vil Coyote contre-attaque           | Chaser on the Rocks           | 6:45          | Rudy Larriva              |                             |                                               |
| 36   | 1966  | D'un air féroce                     | Shot and Bothered             | 6:30          | Rudy Larriva              |                             |                                               |
| 37   | 1966  | Encore et encore raté               | Out and Out Rout              | 6:00          | Rudy Larriva              |                             |                                               |
| 38   | 1966  | Le Robot                            | The Solid Tin Coyote          | 6:15          | Rudy Larriva              |                             |                                               |
| 39   | 1966  | Vive la vente par correspondance    | Clippety Clobbered            | 6:15          | Rudy Larriva              |                             |                                               |
| 40   | 1966  | Espionnage et bricolage             | Sugar and Spies               | 6:20          | Robert McKimson           |                             |                                               |
| 41   | 1979  |                                     | Freeze Frame                  | 6:05          | Chuck Jones               | Semper food-ellus           | Grotesques appetitus                          |
| 42   | 1980  |                                     | Soup or Sonic                 | 9:10          | Chuck Jones Phil Monroe   | Ultra-sonicus ad infinitum  | Nemesis ridiculii                             |
| 43   | 1994  | Un éclair de génie                  | Chariots of Fur               | 7:00          | Chuck Jones               | Boulevardius-burnupius      | Dogius ignoramii                              |
| 44   | 2000  | Pas près de parler !                | Little Go Beep                | 7:55          | Spike Brandt              | Morselus babyfatius tastius | Poor schnookius                               |
| 45   | 2003  | Le Magicien d'aïe                   | The Whizzard Of Ow            | 7:00          | Bret Haaland (en)         | Geococcyx californianus     | Canis latrans                                 |
| Film | 2003  | Les Looney Tunes passent à l'action | Looney Tunes: Back in Action  | 93:           | Joe Dante                 |                             | Desertus-operativus imbecilius                |
| 46   | 2010  | Le Grand Saut                       | Coyote Falls                  | 2:50          | Matthew O'Callaghan       |                             |                                               |
| 47   | 2010  | Coyote volant non identifié         | Fur of Flying                 | 2:55          | Matthew O'Callaghan       |                             |                                               |
| 48   | 2010  | Bipera bien qui bipera le dernier   | Rabid Rider                   | 2:55          | Matthew O'Callaghan       |                             |                                               |
| 49   | 2014  | Silencieux mais mortel              | Flash in the Pain             | 3:17          | Matthew O'Callaghan       |                             |                                               |

## Distinctions
- Nomination de Beep Prepared (1961) à la 34e cérémonie des Oscars du cinéma, dans la catégorie Courts sujets, cartoons. L'Oscar est remporté par un court-métrage yougoslave intitulé Ersatz (The Substitute).

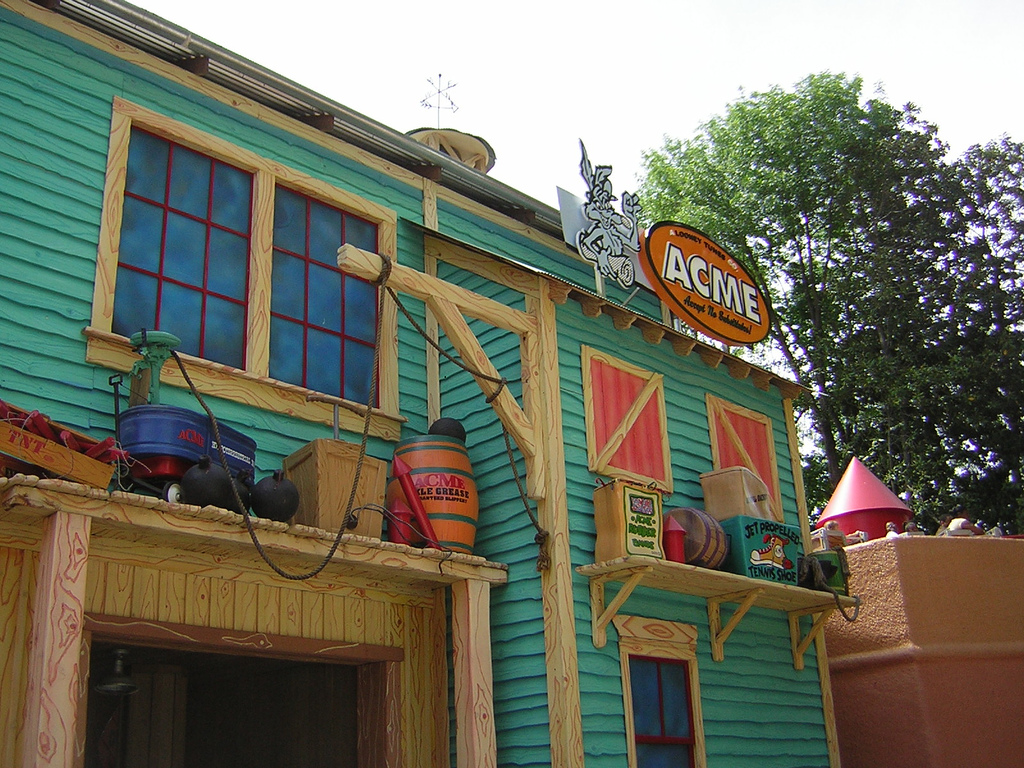
Représentation de Will Coyote et tout un assortiment des produits ACME pour attraper Bip Bip, au parc Six Flags Over Georgia.

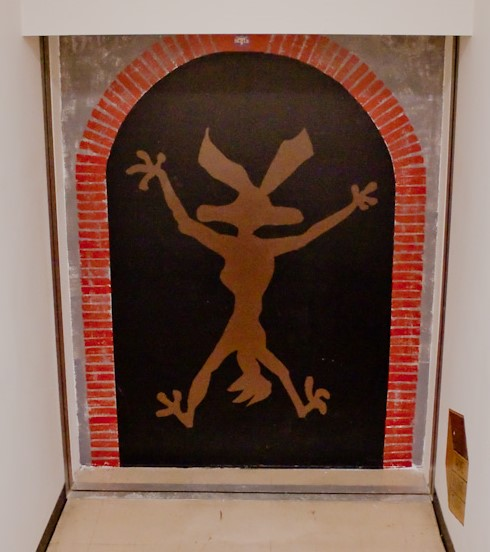
Silhouette de Will Coyote au MIT, au bout d'un couloir en cul-de-sac.

## Règles
Selon les commentaires de Chuck Jones dans Chuck Amuck: The Life and Times Of An Animated Cartoonist, l'auteur a obéi à des règles simples mais strictes :
- Règle 1 : Bip Bip ne peut blesser Vil Coyote sauf en hurlant « Bip ! Bip ! »
- Règle 2 : Aucune force extérieure ne peut blesser le Coyote - si ce n'est sa propre incompétence ou les produits ACME.
- Règle 3 : Le Coyote pourrait s'arrêter à tout moment s'il n'était pas aussi fanatique (rappel : « Un fanatique est une personne qui redouble d'efforts en oubliant le but de sa poursuite » - George Santayana).
- Règle 4 : Jamais de dialogue, excepté le légendaire « Bip ! Bip ! » ou, à l'occasion, une inscription laconique sur une pancarte au moment même où Vil Coyote réalise qu'il court douloureusement à sa perte.
- Règle 5 : Bip Bip doit rester sur la route, pour la seule raison qu'il est un roadrunner.
- Règle 6 : Toute l'action doit se dérouler dans le milieu naturel des deux personnages, le désert du Sud-Ouest américain.
- Règle 7 : Tout outil, arme ou équipement mécanique doit provenir de la compagnie ACME Corporation.
- Règle 8 : Utiliser aussi souvent que possible la loi de la pesanteur comme ennemi numéro un du Coyote.
- Règle 9 : Le Coyote est toujours plus humilié que blessé lorsqu'il échoue.
- Règle 10 (non officielle) : Le Coyote doit toujours recueillir la sympathie du public.
- Règle 11 (vu dans l'encyclopédie des Looney Tunes) : Chaque cartoon de Bip Bip et Vil Coyote doit comporter 11 gags.

## Les goûts du Bip Bip
Durant l'épisode Adventures of the Road Runner, un des deux garçons regardant la télévision demande quel goût a Bip Bip. Vil Coyote leur décrit donc (ainsi qu'au public), avec l'intention d'expliquer son obsession de le capturer. Grâce à un diagramme illustré montrant chaque plume et leurs goûts, il explique qu'ils sont équivalents à ceux du caviar, du champagne, du filet mignon, et du caramel chocolat pour un homme.
- Tête
  1. banane
  2. asperge
  3. papaye
  4. réglisse (liquorice, prononcé en anglais /ˈlɪkɜrɪs/)
  5. vanille (vanilla, prononcé en anglais /vʌˈnilʌ/)
  6. génoise ou Sponge cake
  7. céleri
- Queue et cou
  1. igname confite
  2. caramel
  3. salami
  4. tamal
- Corps
  1. chop suey
  2. nouille
  3. côtelette de porc
- Pattes
  1. fromage Cheddar
  2. martini double (très sec)
  3. Bratwurst (en)
  4. Yorkshire pudding
  5. pistachier vrai

## VHS
La Warner Bros. Animation a distribué deux VHS des aventures de Bip Bip et Coyote dans la série Les Grands Dessins Animés Warner Bros :
| Titre français        | Année | Durée (min:s) | Épisodes | Commentaire(s) | EAN           |
| --------------------- | ----- | ------------- | --- | -------------- | ------------- |
| Bip Bip et Coyote     | 1987  | 47:00         | - Fast and Furry-ous - Shot and Bothered - Going! Going! Gosh! - Ready..Set..Zoom! - Chaser on the Rocks - Hot Rod and Reel! - Fastest with the Mostest     | /              | 3322060117717 |
| Bip Bip et Coyote N°2 | 1988  | 52:00         | - Beep, Beep - Lickety-Splat - Boulder Wham! - Clipperty Clobbered - Guided Muscle - Hook, Line and Stinker - Run, Run, Sweet Road Runner - Just Plane Beep | /              | 3322060118028 |